# Thérèse Sauvageau
 (janvier 2010).
Si vous disposez d'ouvrages ou d'articles de référence ou si vous connaissez des sites web de qualité traitant du thème abordé ici, merci de compléter l'article en donnant les références utiles à sa vérifiabilité et en les liant à la section « Notes et références ».
Thérèse Sauvageau (28 décembre 1915 - 3 décembre 2012) à Grondines est une institutrice, artiste-peintre et écrivaine québécoise.

## Biographie
Thérèse Sauvageau est née à Grondines dans la province de Québec au Canada. Elle fut institutrice pendant 36 ans. Au moment de la retraite, elle se consacre à l’écriture et à la peinture. Ses récits reposent sur la tradition orale, sur des conversations avec les aînés et sur de nombreuses recherches dans les centres d’archives.
En 1969, après une visite à un cours de peinture, elle commença à peindre. Elle a peint 97 toiles, qui représentent des scènes de la vie du Québec rural des années 1850-1950. Elles sont accompagnées d'un texte explicatif.
En 2008, l'ensemble de son œuvre fut légué au Musée de la civilisation de la ville de Québec.
Ses récits et ses peintures sont regroupés dans trois volumes publiés aux Éditions Anne Sigier et sont distribués au Canada, en France, en Belgique et en Suisse.
Elle décède à l’hôpital Saint-Sacrement de Québec, le 3 décembre 2012, à l’âge de 96 ans.

## But de ses œuvres
« Se souvenir de ce que nous sommes », telle est la fierté de Thérèse Sauvageau.
En empruntant à la peinture, à la littérature, à l’ethnologie et à l’histoire, les œuvres complètes de Thérèse Sauvageau recomposent sous nos yeux la vie, les mœurs et les coutumes de nos ancêtres à la fin du XIXe et au début du XXe siècle. Avec ses toiles, ses textes et la sérénité qui se dégage de l’ensemble de son œuvre, Thérèse Sauvageau touche le cœur.
Son témoignage constitue un héritage précieux, un lieu de douceur et de beauté, un espace de rencontre et de partage au cœur du foyer familial. Édition de luxe contenant tous les textes et les tableaux des livres Au matin de notre histoire et Dans le bon vieux temps, c’était comme ça, et augmentée de récits inédits et de nouveaux tableaux.

## Musées et collections publiques
- Musée de la civilisation[3]

## Référence
1. ↑  Coop Rive Nord, « Avis de décès. Thérèse Sauvageau », sur cooprivenord.com, 3 décembre 2012 (consulté le 30 juin 2020)
2. ↑  La peintre Thérèse Sauvageau lègue son œuvre au Musée de la civilisation, Le Soleil, 2 juillet 2008
3. ↑  Musée de la civilisation, « Thérèse Sauvageau », sur Collections en ligne (consulté le 30 juin 2020)